# 2. Armee (Wehrmacht)
La 2ª Armata della Wehrmacht (in tedesco: 2. Armee) fu un'armata dell'Esercito tedesco durante la Seconda guerra mondiale, conosciuta anche come Armeegruppe Weichs oppure Armeegruppe Guderian, in base al periodo di riferimento.

## Storia

### 1939 e 1940
Il quartier generale della 2. Armee venne stabilito per un breve periodo a Berlino dal gruppo di comando 1 il 26 agosto 1939 e all'inizio della Campagna di Polonia venne rinominato in Heeresgruppe Nord (Gruppo d'armate Nord) il 2 settembre dello stesso anno.
La 2. Armee venne ristabilita il 20 ottobre 1939, con al suo comando il Generaloberst Maximilian von Weichs dalla ridenominazione dell'8. Armee che era stata spostata dalla Polonia in occidente. Da quel momento venne assegnata alla riserva dell'Oberkommando des Heeres (OKH). Dopo l'inizio della Campagna di Francia il 10 maggio 1940 la 2. Armee venne assegnata allo Heeresgruppe A (Gruppo d'armate A) marciando attraverso il Lussemburgo, il Belgio e la Francia del nord. Dal 31 maggio al 4 giugno marciò verso il fronte nord della Somme, dell'Aisne e dell'Oise partecipando all'espansione delle teste di ponte. Quando entrò in battaglia il 9 giugno sull'Aisne l'armata includeva l'IX. Armeekorps (composto dalla 295. Infanterie-Division e dalla 294. Infanterie-Division), lo XXVI. Armeekorps (composto dalla 34. Infanterie-Division e dalla 45. Infanterie-Division) e lo VI. Armeekorps (composto dalla 205. Infanterie-Division, dalla 15. Infanterie-Division, dalla 293. Infanterie-Division e dalla 5. Jäger-Division). Inizialmente coinvolta in servizio in Francia, la 2. Armee venne in seguito coinvolta nella Campagna dei Balcani prima di partecipare alle operazioni offensive in Ucraina come parte dell'Operazione Barbarossa.
Nel 1942 la 2. Armee coprì l'ala nord dell'Operazione Blu operando nei dintorni di Voronež. Il Generaloberst Hans von Salmuth divenne comandante dell'armata il 14 luglio. La 2ª Armata riportò una grande sconfitta nell'Offensiva Voronež-Kastornoe l'offensiva sovietica seguita alla Battaglia di Stalingrado. Il Generaloberst Walter Weiss divenne comandante della 2. Armee il 4 febbraio 1943.
Il General der Panzertruppe Dietrich von Saucken divenne comandante della 2ª Armata il 10 marzo 1945. La 2. Armee venne ridenominata in Armee Ostpreußen (Armata prussia orientale) il 7 aprile e fu fondamentale nella difesa della Prussia orientale e occidentale prima della fine della Seconda guerra mondiale il 9 maggio 1945.

## Comandanti
- Generaloberst Fedor von Bock (26 agosto 1939 - 2 settembre 1939)
- Generaloberst Maximilian von Weichs (20 ottobre 1939 - 15 novembre 1941)
- General der Panzertruppe Rudolf Schmidt (15 novembre 1941 - 15 gennaio 1942)
- Generaloberst Maximilian von Weichs (15 gennaio 1942 - 14 luglio 1942)
- Generaloberst Hans von Salmuth (15 luglio 1942 - 3 febbraio 1943)
- Generaloberst Walter Weiss (4 febbraio 1943 - 9 marzo 1945)
- General der Panzertruppe Dietrich von Saucken (10 marzo 1945 - 7 aprile 1945)